# Aiguille de reverdin
L'Aiguille de Reverdin est une aiguille à suturer inventée en 1879 par le médecin Jacques-Louis Reverdin.

## Description
Ces aiguilles ont un chas mobile s’écartant pour recevoir le fil et se refermant sur lui. Ne présentant aucune saillie, elles peuvent traverser facilement les tissus les plus résistants. Elles se font droites ou avec différentes courbures.

## Histoire
- Cette aiguille est modifiée par la suite par son cousin chirurgien Auguste Reverdin (1848–1908) et son neveu chirurgien Albert Reverdin (1881–1929).